# یواس‌اس پورترفیلد (دی‌دی-۶۸۲)
یواس‌اس پورترفیلد (دی‌دی-۶۸۲) (به انگلیسی: USS Porterfield (DD-682)) یک کشتی جنگی کلاس فلچر است که طول آن ۳۷۶ فوت ۵ اینچ (۱۱۴٫۷۳ متر) بود. این کشتی در سال ۱۹۴۳  و در خلال جنگ جهانی دوم  و به افتخار  دریاسالار لوییس ب پورتفیلد به این نام، نام گذاری شد. این کلاس به خاطر نارضایتی از عملکرد سبک های پورتر و سومرز طراحی و به ناوگان دریایی ایالات متحده آمریکا اضافه گردید. 